# Monte d'Oro (traghetto)
Il Monte d'Oro è un traghetto appartenente alla compagnia di navigazione francese Corsica Linea.

## Servizio
Varato il 21 agosto 1990 nel cantiere navale Ateliers et Chantiers du Havre di Le Havre e consegnato nel maggio del 1991 alla SNCM, entra in servizio sui collegamenti per Bastia, con partenza da Marsiglia, Tolone, Livorno e Genova.

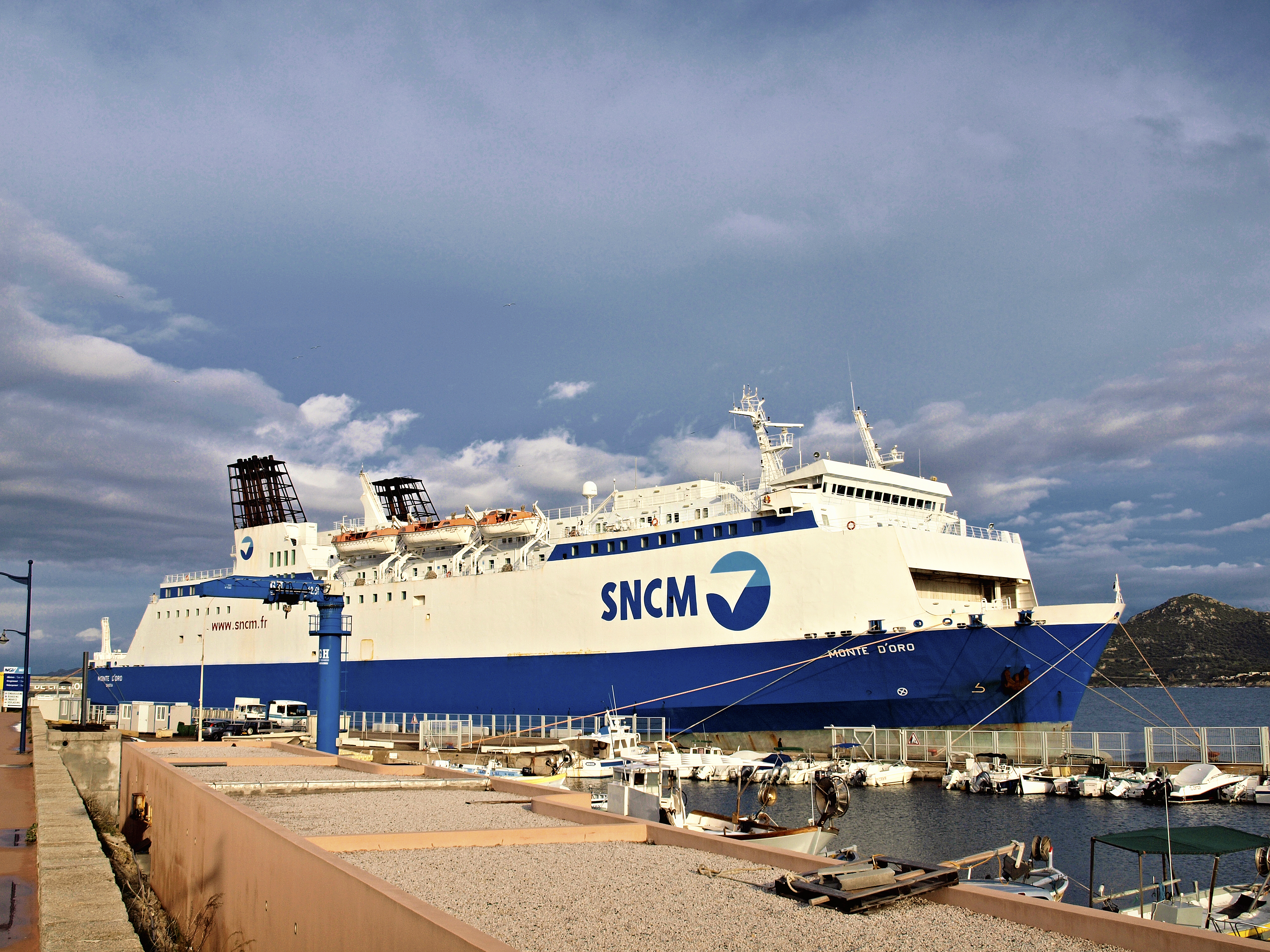
Il Monte d'Oro ormeggiato a L'Île-Rousse in livrea SNCM.

Il 27 luglio 1998, durante la navigazione da Marsiglia a Porto Vecchio, scoppia un incendio nella sala macchine del traghetto, che viene riparato una volta giunto nel continente.

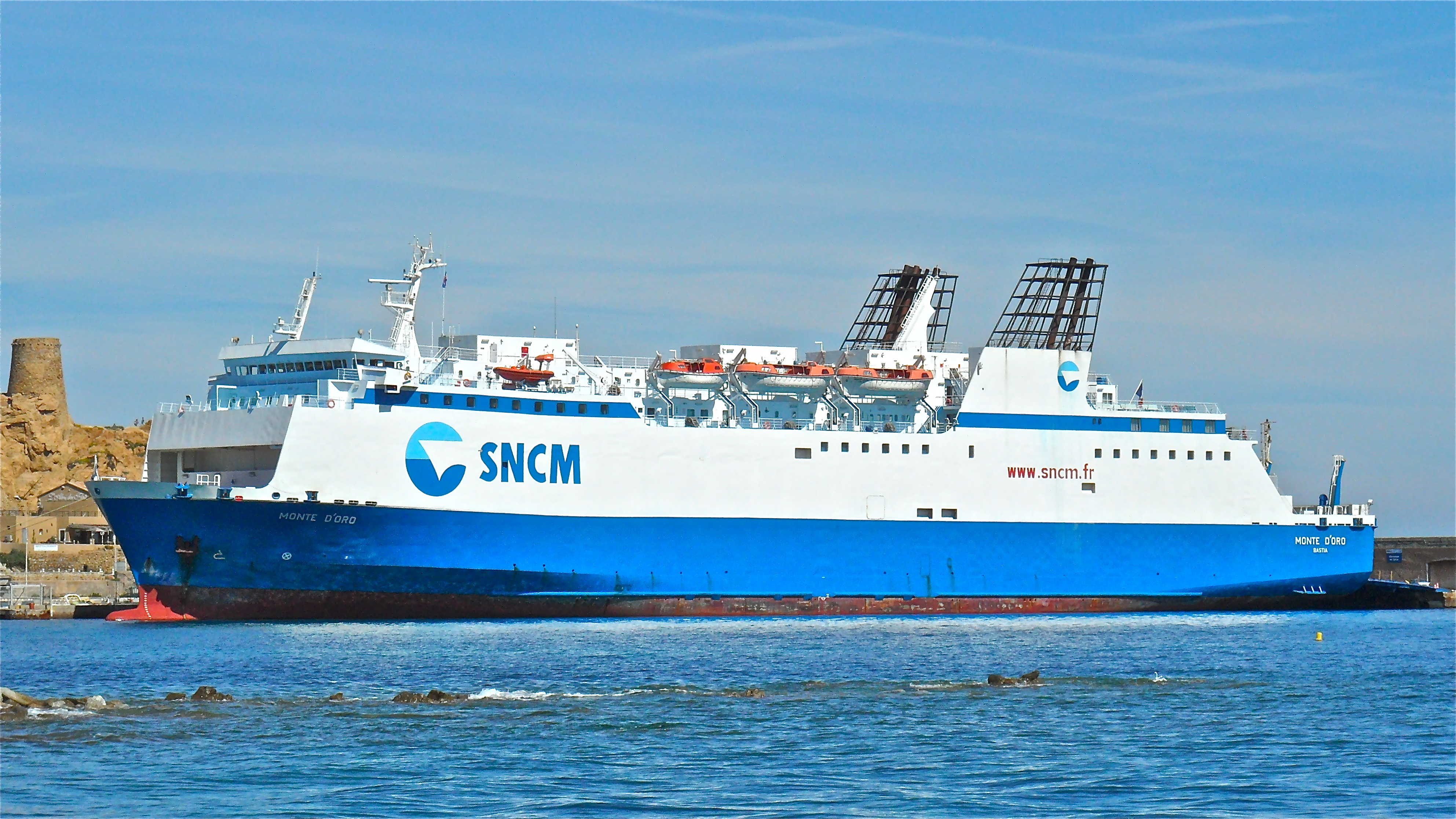
Il Monte d'Oro ormeggiato a L'Île-Rousse nell'aprile del 2012.

Nel gennaio del 2016, con la chiusura di SNCM e la nascita della nuova Corsica Linea, passa a quest'ultima e riprende servizio sulle linee per la Corsica da Marsiglia.

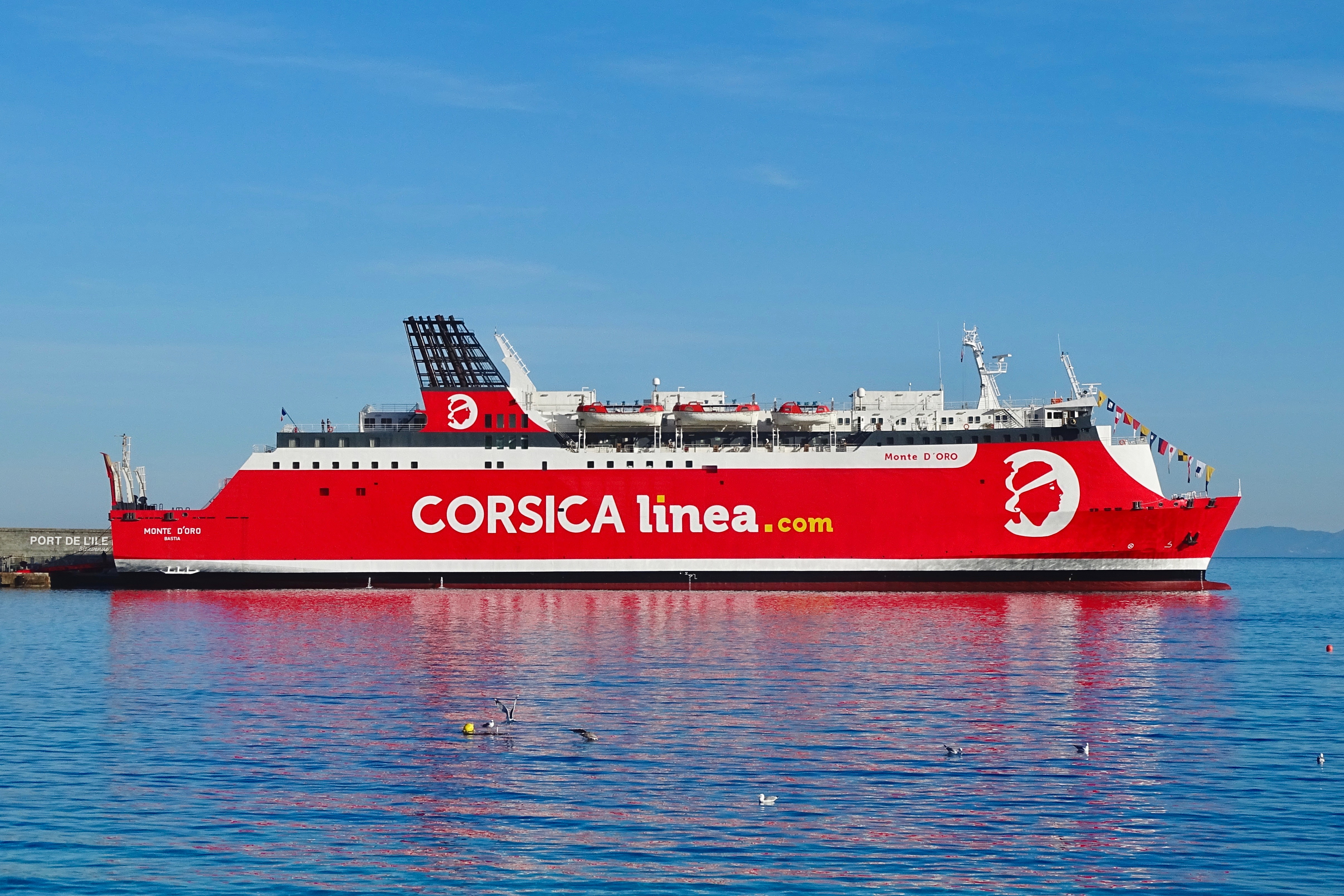
Il Monte d'Oro ormeggiato per la prima volta a L'Île-Rousse con i colori della Corsica Linea.

Il 23 marzo 2023, a causa dello sciopero nazionale in Francia che ha coinvolto anche il porto di Marsiglia, fa scalo a Livorno per operazioni di bunkeraggio, ripartendo poi per L'Île-Rousse la sera stessa.
Il 6 giugno 2023, durante la navigazione da Marsiglia a L'Île-Rousse, scoppia un altro incendio nella sala macchine del traghetto, che causa danni a due dei 4 motori e ad alcuni veicoli presenti nel garage. Giunto a Marsiglia, viene messo in cantiere per le dovute riparazioni.
Tornato in servizio, torna ad operare sulla Marsiglia-L'Île-Rousse.